# 2-я мотопехотная дивизия (ФРГ)
2-я мотопехотная дивизия (нем. 2. Panzergrenadierdivision) — воинское соединение в сухопутных войсках Бундесвера. Входила в состав 3-го армейского корпуса бундесвера, куда также входили 5-я танковая дивизия и 12-я танковая дивизия. 3-й армейский корпус входил в Центральная группа армий НАТО вместе со 2-м армейским корпусом ФРГ и американскими 5-м и 7-м армейскими корпусами. В результате военной реформы, вызванной окончанием холодной войны, 2-я мотопехотная дивизия была расформирована в 1994 году.
Подразделение было сформировано как 2-я гренадерская дивизия в Касселе 1 июля 1956 года, как часть 2-го армейского корпуса бундесвера. В то время она командовала боевыми группами «А2» и «В2». В 1957 году дивизия была подчинена немецкому 3-му армейскому корпусу, а год спустя она получила третью боевую группу «С2». Позднее боевые группы стали 6-й танковой, 5-й танковой и 4-й танковыми бригадами. В рамках реорганизации армии в 1959 году дивизия была переименована во 2-ю мотопехотную дивизию, а её штаб был расквартирован в Марбурге.
В 1970 году дивизия была переименована во 2-ю егерскую (лёгкую пехотную) дивизию. В 1974 году штаб дивизии был переведен обратно в Кассель. Дивизия снова стала 2-й мотопехотной дивизией в 1980 году. После окончания Холодной войны 2-я мотопехотная дивизия была расформирована в 1994 году.

## Командиры
| №  | Имя                     | Начало командования | Конец командования |
| -- | ----------------------- | ------------------- | ------------------ |
| 15 | Вольфганг Эсторф        | 1991                | 1994               |
| 14 | Ганс Грилмейер          | 1987                | 1991               |
| 13 | Карл-Хельмут Лишель     | 1984                | 1987               |
| 12 | Манфред Фанслау         | 1981                | 1984               |
| 11 | Вернер Шефер            | 1979                | 1981               |
| 10 | Фриц фон Вестерманн     | 1976                | 1979               |
| 9  | Карл-Геро фон Ильсеманн | 1971                | 1976               |
| 8  | Карл-Геро фон Ильсеманн | 1970                | 1971               |
| 7  | Эрнст Фербер            | 1967                | 1969               |
| 6  | Вернер Дрюс             | 1964                | 1967               |
| 5  | Клаус Мюллер            | 1961                | 1964               |
| 4  | Оттомар Хансен          | 1960                | 1961               |
| 3  | Альфред Цербель         | 1958                | 1960               |
| 2  | Фридрих Фёрч            | 1957                | 1958               |
| 1  | Отто Шефер              | 1956                | 1957               |